# Albero della Vita (Expo 2015)

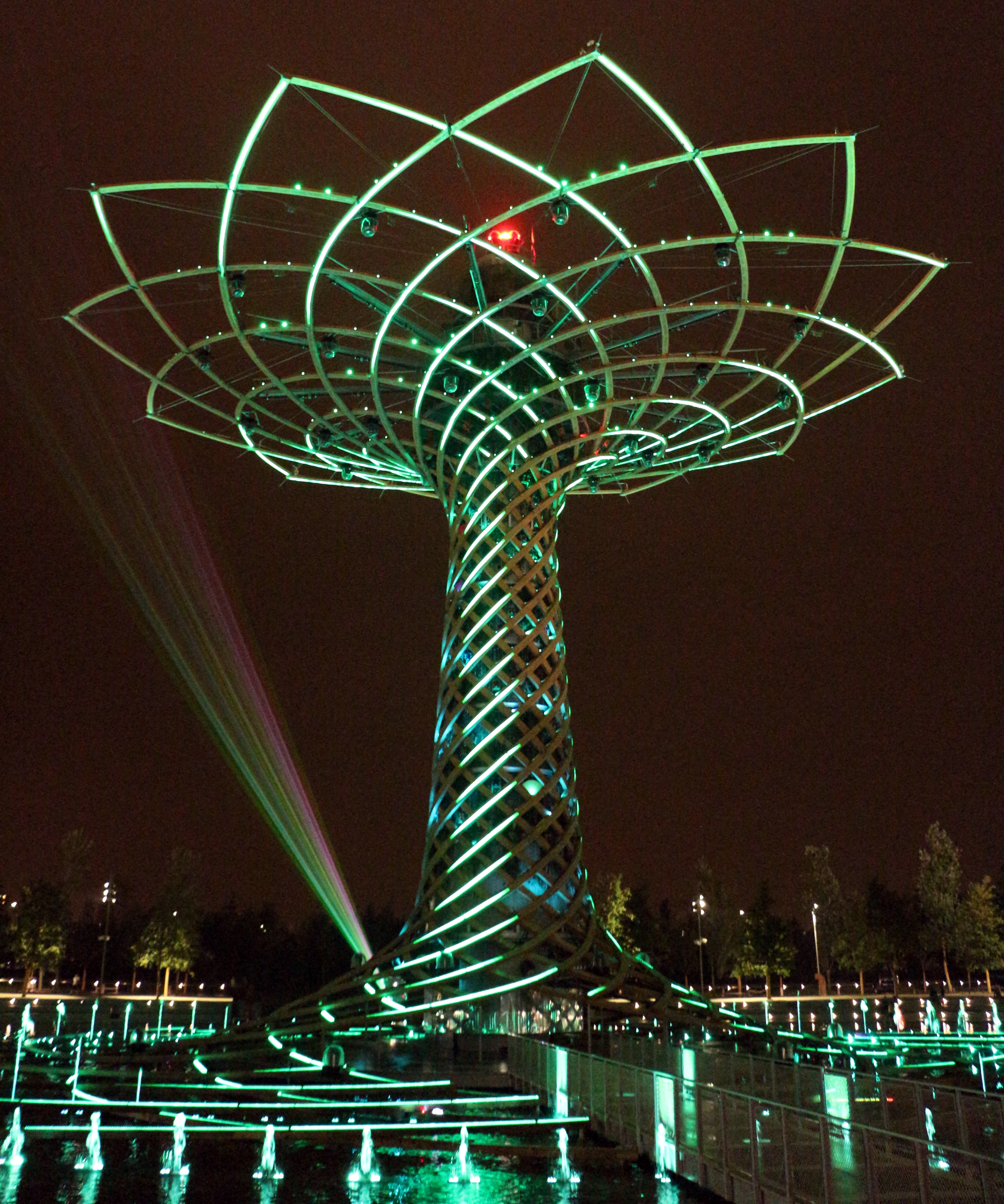
L'albero della vita

L'Albero della Vita, all'interno di Expo 2015, fu il simbolo del Padiglione Italia. Alto 37 metri e costruito in acciaio e legno, è situato al centro della Lake Arena. Si è ipotizzato che fosse ispirato alla lampada Luminator Bernocchi, celebre articolo di disegno industriale italiano, da cui nacque l'idea del Palazzo che oggi ospita il Museo della Triennale di Milano.

## Descrizione
Nato da un'idea del direttore artistico del Padiglione Italia Marco Balich e progettato dallo studio Giò Forma , fu finanziato e realizzato in soli 4 mesi, compreso il progetto costruttivo e soluzioni logistiche, dal Consorzio Orgoglio Brescia, costituito da 19 imprese, presieduto da Paolo Franceschetti e diretto da Giancarlo Turati..
L'opera svolge contemporaneamente i ruoli di scultura, installazione, edificio e monumento, con chiari rimandi al Rinascimento Italiano e alla struttura pavimentale di piazza del Campidoglio a Roma creata da Michelangelo nel XVI secolo.
Durante Expo 2015 l'Albero della Vita fu protagonista, offrendo uno spettacolo con giochi di luce, acqua e musica ad ogni ora (utilizzando acqua prelevata dal vicino canale Villoresi). Gli spettacoli tenuti in ore diurne duravano circa 5 minuti ed erano accompagnati da canzoni e musiche iconiche della cultura italiana, mentre quelli notturni duravano circa 15 minuti ed avevano come sottofondo la Tree of Life Suite, un medley di brani del compositore Roberto Cacciapaglia, da lui stesso scelti e riarrangiati appositamente per questo show. Al termine di ogni spettacolo veniva trasmesso un annuncio vocale in italiano ed inglese che informava che l'attrazione era a cura di Pirelli, Coldiretti ed Orgoglio Brescia.
Nei sei mesi di Expo, furono 14 milioni le persone che assistettero agli spettacoli dell'Albero della Vita, i due terzi dei visitatori totali.
Al termine di Expo 2015, il 31 ottobre 2015, l'Albero della Vita è rimasto nella collocazione originaria a causa delle evidenti difficoltà logistiche e dei costi elevati richiesti da un eventuale smontaggio e trasferimento in altro luogo. L'opera è stata più volte oggetto di interesse negli anni successivi all'expo, con una proposta di riqualificazione che avrebbe dovuto essere stata effettuata per il 2025 a fronte di un finanziamento di ulteriori 140 milioni di euro. 
Nell'area che fu di Expo 2015 è sorto il parco MIND (Milano Innovation District).